# Pagasts
En pagasts (plur. pagasti) var i Lettland till 2009 en landskommun, landets minsta administrativa enhet. En kommunreform genomfördes 1 juli 2009, som slog ihop de flesta pagasti med varandra eller närliggande städer till nya kommuner, novadi. Några pagasti ombildades dock till novadi.